# Тијана Ајдуковић
Тијана Ајдуковић (Бачка Топола, 3. јун 1991) је српска кошаркашица, која тренутно наступа за Енергија Торун. Висока је 197 центиметара и игра на позицији центра.

## Каријера
Професионалну каријеру је започела 2008. у Београду. Са женском кошаркашком репрезентацијом Србије је дошла до осмог места на Светском првенству 2014.
Стандардан је члан женске кошаркашке репрезентације Србије. Остварила је свој највећи успех икада освајањем златне медаље на Европском првенству 2015. играном у Мађарској и Румунији. Победом против Француске у финалу у Будимпешти – 76:68 (15:22, 18:10, 20:17, 23:19) освојена је не само прва медаља за Србију као самосталну државу него и прво злато у читавој историји српске женске кошарке. Уједно је обезбеђен и директан пласман на Олимпијске игре 2016. у Рију.